# François-Hubert Drouais

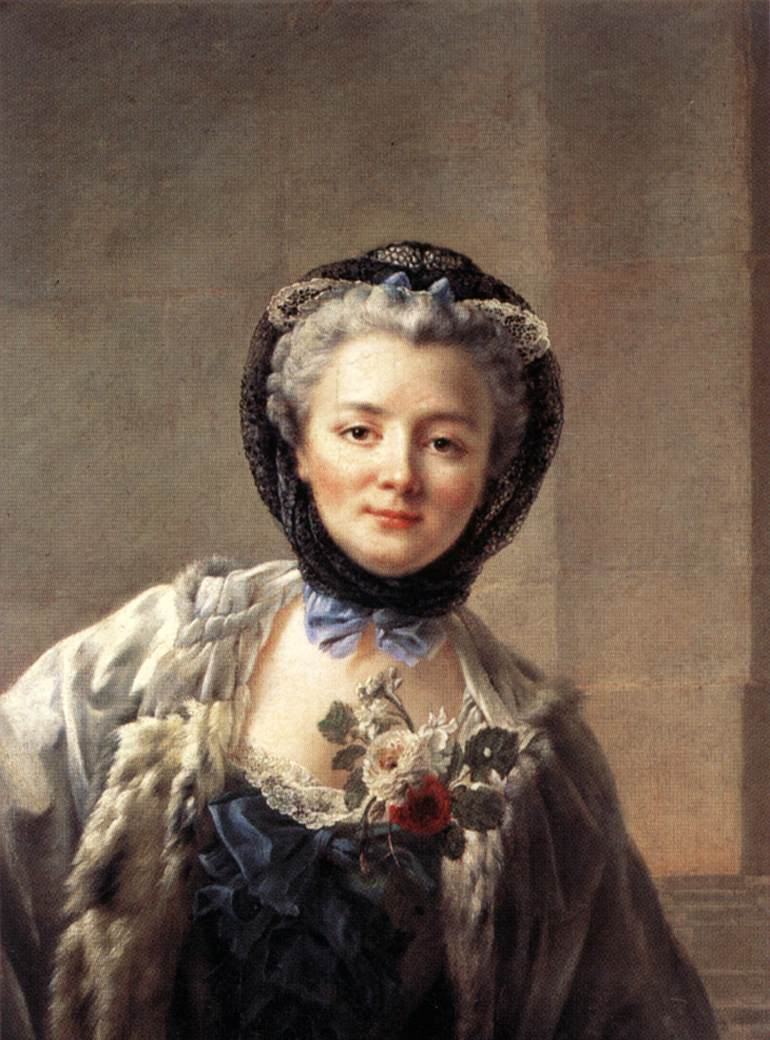
Madame Drouais, Luwr, 1758

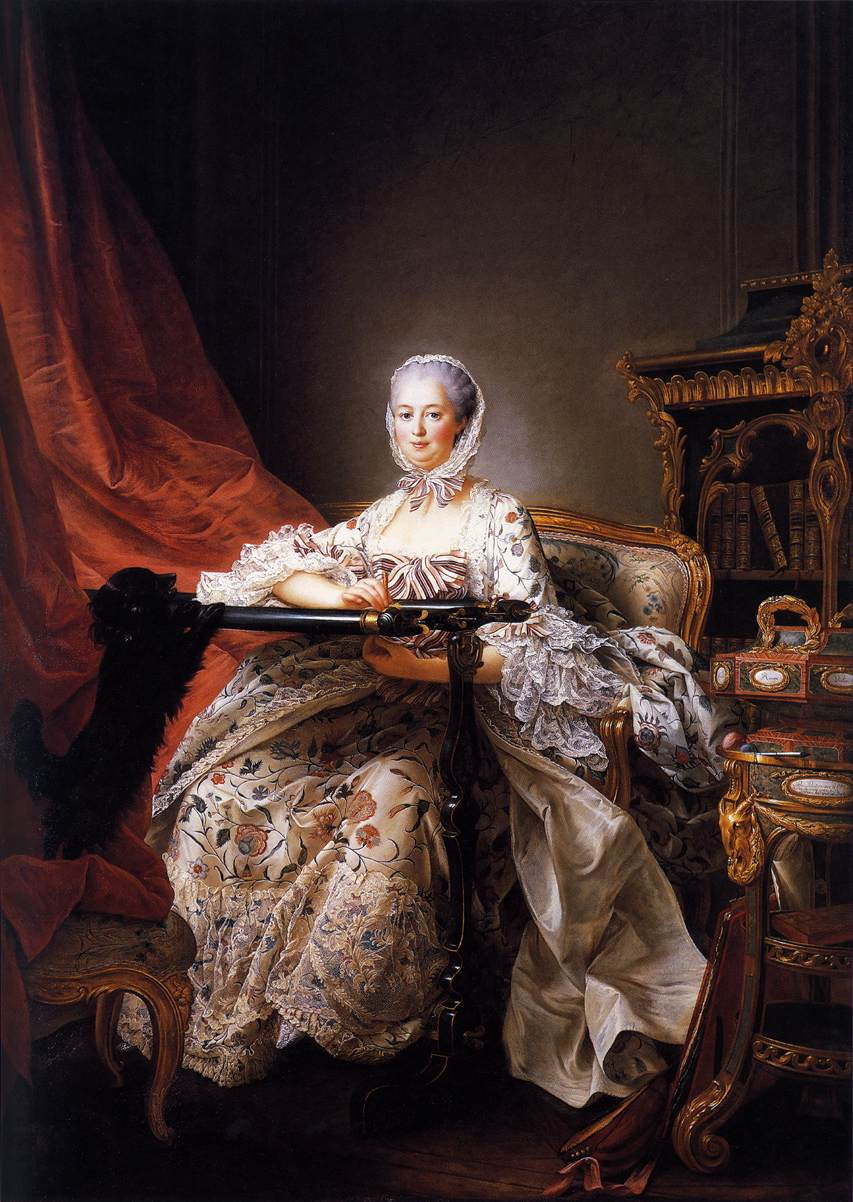
Markiza Pompadour, 1763-1764, National Gallery w Londynie

François-Hubert Drouais (ur. 14 grudnia 1727 w Paryżu, zm. 21 października 1775 tamże) – francuski malarz rokokowy.

## Życiorys
Początkowo kształcił się w pracowni ojca, Huberta Drouais (1699–1767), naukę kontynuował u Charlesa van Loo i François Bouchera. Specjalizował się w malarstwie portretowym, tworzył też kostiumowe sceny rodzajowe. Jego prace odznaczały się delikatną kolorystyką i typową dla rokoka intymnością.
Drouais w 1756 został nadwornym malarzem Ludwika XV, a dwa lata później członkiem Académie Royale de Peinture et de Sculpture. 
Artysta cieszył się opinią najwybitniejszego francuskiego portrecisty swoich czasów, namalował portrety wielu znanych osób. 
Był także ulubionym portrecistą Jeanne Becu, hrabiny du Barry (1743–1793), a od 1772 aż do śmierci piastował stanowisko pierwszego malarza Louisa-Stanislasa-Xaviera, hrabiego Provence (1755–1824), znanego jako Monsieur, późniejszego Ludwika XVIII. Ważnymi patronkami były także Mesdames de France, córki Ludwika XV. Poleciły one go swojemu ojcu, Ludwikowi XV, kiedy poszukiwano portrecisty, który miał pojechać do Wiednia, aby namalować młodą Marię Antoninę. 
Jego synem był malarz Jean Germain Drouais (1763–1788).

## Wybrane prace
- Comte d`Artois, 1763, Luwr,
- Markiza Pompadour, 1763, Orlean,
- Madame du Barry jako Flora, 1768,
- Madame du Barry jako muza.